# 長久 (年號)
長久（1040年12月16日~1044年12月16日）是日本的年號之一，指的是長曆之後、寬德之前，1040年到1044年這段期間。此時的天皇是後朱雀天皇。

## 改元
- 長曆四年十一月十日（1040年12月16日） 改元長久
- 長久五年十一月二十四日（1044年12月16日） 改元寬德

## 出處
《道德經·第七章》：「天長地久……」

## 紀年、西曆、干支對照表
| 長久 | 元年   | 二年   | 三年   | 四年   | 五年   |
| 公元 | 1040年 | 1041年 | 1042年 | 1043年 | 1044年 |
| 干支 | 庚辰   | 辛巳   | 壬午   | 癸未   | 甲申   |